# Andrijiwka (rejon kupiański)
Andrijiwka (ukr. Андріївка) – wieś na Ukrainie, w obwodzie charkowskim, w rejonie kupiańskim, w hromadzie Wełykyj Burłuk. W 2001 liczyła 293 mieszkańców.